# Tezaurus
Tezaurus je vrsta terminološkog rečnika koji sadrži sistemsko uređene nazive određenog naučnog područja i osnova je svake naučne discipline. Da bi bio upotrebljiv, među nazivima moraju postojati određeni paradigmatski odnosi i odnosi ekvivalencije. Te vrste odnosa kod dokumenata podržanih računarom uređuju se izradom tezaurusa. Danas je tezaurus nezaobilazno pomagalo za označavanje i pretraživanje informacija. Iako uključuje sinonime, antonime i homonime sadržaj tezaurusa se ne sme se smatrati kao popis istih. Formiran je tako da ocrtava tačnu razliku između sličnih reči i da pomaže u odabiru prave reči.
Tezaurusu se ponekad koriste da bi se izbeglo ponavljanje reči, što dovodi do elegantnih varijacija, koje često kritikuju priručnici za upotrebu: „pisci ih ponekad koriste ne samo da bi varirali rečnike, već i za prekomerno ukrašavanje“.

## Etimologija
Reč „tesaurus” potiče od latinske reči thēsaurus, koja je proizašla iz grčke reči θησαυρός (thēsauros) sa značenjem 'blago, riznica, magacin'. Reč thēsauros je neizvesne etimologije.
Do 19. veka, tezaurus je bio koji rečnik ili enciklopedija, kao u Thesaurus Linguae Latinae (Rečnik latinskog jezika, 1532) i Thesaurus Linguae Graecae (Rečnik grčkog jezika, 1572). Rodžet je uveo značenje „zbirka reči poređanih prema smislu“ 1852. godine.

## Razvoj tezaurusa
Reč tezaurus (rečnik sinonimnih, asocijativnih pojmova) izvedenica je iz latinskog jezika iz 16. veka i novolatinske reči thesaurus koja je nastala od grčke riječi θησαυρός, thesauros - skladište, riznica, blago, dragocenost. Izraz tezaurus je upotrebljavan u različitom značenju o čemu svedoči brojna literatura, što znači da se s razvojem tezaurusa proširivalo i njegovo značenje: a) jezičko blago, zbirka jezičkog blaga, b) bilo kakav rečnik, enciklopedija, leksikografski priručnik, c) popis semantički povezanih reči, d) rečnik sinonima, e) abecedno uspostavljen rečnik sinonima i antonima, i f) specijalizovani vokabular pojedine oblasti, na primer medicine ili muzike.
Od srednjeg veka taj se izraz koristi u prenesenom značenju za rečnike, a kasnije za enciklopedije (u smislu jezičnog blaga). Izraz tezaurus bliži današnjoj upotrebi 1852. godine upotrebio je engleski lekar Piter Rodžet u svom delu „Tezaurus – rečnik sinonima engleskog jezika”. Ono što mu je zajedničko današnjim tezaurusima jeste to što odgovara na pitanja „Kako naći neki izraz?“. Razlika je u tome što je to rečnik sinonima te nastoji da obuhvati bogatstvo jezika za omogućavanje raznolikosti izražavanja, dok dokumentacijski tezaurus nastoji da ograniči raznovrsnost prirodnog jezika, jer za isti ili sličan pojam uvek treba koristiti istu oznaku.
U istoriji tezaurusa presudan je bio sistem  koji je pomogao razvoju tezaurusa u smislu informacijskog pretraživanja. Na međunarodnoj konferenciji o opštim principima izgradnje tezaurusa u Varšavi (1970), postaje priznat leksički instrument u pretraživanju informacija, kao rečnik termina s preciziranim vezama pojmova.UNISIST je izradio „Smernice za oblikovanje i razvoj naučnih i tehničkih tezaurusa” (Smernice za uspostavljanje i razvoj naučno-tehničkog tezaurusa za pronalaženje informacija) koje su uključene u međunarodne standarde.

## Definicije tezaurusa
Definicija tezaurusa nije samo jedna već ih ima nekoliko i svaka od njih na neki način predstavlja pogled autora kao i namenu tezaurusa.
U svom izlaganju na konferenciji u Varšavi Thomas Aitchison rekao je da je to abecedni popis pojmova – deskriptora koji pruža informaciju o strukturnim osobinama i odnosima pojmova.
Nemačko društvo za dokumentaciju tezaurus definiše kao zbirku reči prirodnog jezika (opšteg i stručnog) sa prikazom njihovih pojmovnih odnosa.
Prema standardu ISO 2788-1986, to je sredstvo za terminološku kontrolu, koje se koristi pri prevođenju prirodnog jezika dokumenta, ključnih reči i govora korisnika u uži, “sistemski jezik” (dokumentacijski/informacijski jezik). Nazivi deskriptorskog jezika omogućavaju detaljno indeksovanje dokumenata i traženje informacija pomoću tih naziva. Mora sadržati sve deskriptore koje koristi određeni sistem i iskazati njihovu pojmovnu srodnost. Moraju se iskazati i ključne reči unutar sistema, koje su reči sporednog značenja u odnosu na prihvaćene deskriptore.

### Vrste tezaurusa
Tezaurus može biti: jednojezični (deskriptori/nedeskriptori iz danog prirodnog jezika); višejezični (deskriptori/nedeskriptori iz više prirodnih jezika); izvorni (ishodište za izradu novih tezaurusa); ciljani (razvijen iz izvornog tezaurusa); mikrotezaurus (deo većeg tezaurusa; makrotezaurus (pokriva široko područje znanja); specijalni tezaurus (omeđen na uže područje znanja); tematski (deskriptori se razvrstavaju po temama, područjima, disciplinama interesa); fasetni (pojmovi su apstraktnije, ali temeljitije zastupljeni; fasete (grupe pojmova iste prirode koje imaju po jednu zajedničku karakteristiku) omogućuju podelu rečnika u semantička polja; s vodećim izrazima (samo jedan izraz za pojam dovoljan je za indeksiranje; bez vodećih izraza (svi izrazi su deskriptori).

### Veze među terminima u tezaurusu i simboli u upotrebi
Vrednost tezaurusa leži u vezama među terminima koje se utvrđuju prema unapred određenoj shemi, a ona određuje odnos među pojmovima radi veće preciznosti. Postoje dve grupe veza: paradigmatske (ekvivalencija - pristup deskriptorima preko pojmova u prirodnom jeziku; hijerarhija – generičke veze koje zastupaju razred pojmova i partitivne veze koje prikazuju odnos pojma i njegovog dela; asocijacija – analogija značenja među pojmovima) i sintagmatske (navode veze među deskriptorima s obzirom na kontekst, ujedinjuju sintaktičke i semantičke veze). U završnoj fazi izradbe tezaurusa provodi se praktična provera koja pokazuje njegovu funkcionalnost, a održavanje se provodi periodičkom proverom učestalosti upotrebe deskriptora. Ključno za rad tezaurusa je usvajanje opšteprihvaćenog klasifikacijskog sistema kao osnove.
Odnosi u tezaurusu moraju biti jasno definisani i kodirani, a u označavanju međusobnih odnosa kodovima u opštoj su upotrebi ovi simboli: BT (nadređeni širi pojam), NT (podređeni uži pojam), BTG (nadređeni generički pojam), BTP (nadređeni partitivni pojam), NTG (podređeni generički pojam), NTP (podređeni partitivni pojam), RT (srodni pojam), USE/upotreba (uputstvo za sinonim ili kvazisinonim; sinonim-sinonim), UF/upotreba za (sinonim, kvazisinonim, deskriptor-sinonim), UFC (za kombinaciju pojmova).

### Izrada tezaurusa
Tezaurus izrađen na sistematskom ili formalnom načelu sastavlja se metodom analize i sistematike, zavisno od tipa područja literature. Pri analitičkoj metodi analiziraju se elementi koji sadržajno pokrivaju područje tezaurusa, a tokom izrade tezaurusa stalno se uključuju novi dokumenti. Izvori termina su eksperimentalno indeksiranje dokumenata, pitanja korisnika i stručnjaka. Korištenjem sistematske (globalne, sintetičke) metode klasificira se sadržaj područja, a tezaurus nastaje na podlozi iskustva stručnjaka za pojedino područje. Izrazi se traže u sekundarnim publikacijama (katalozi, priručnici i udžbenici, stručni rečnici, klasifikacijske sheme). U prikupljanju termina može se poći od analitičke metode koja se zatim dopunjava globalnom metodom ili od sintetičke metode pri kojoj se iz sekundarnih izvora izdvajaju termini koji čine okvir tezaurusa, a analitičkom se metodom prilagođavaju stvarnom sadržaju. Svaki pojam treba biti zastupljen jednim deskriptorom ili grupom deskriptora koji odgovara danom u tezaurusu i po mogućnosti im odrediti sadržaj. Temeljni zahtev pri izradi tezaurusa je postizanje jednoznačnosti pri čemu pomažu homonimi i kvalifikatori koji preciziraju značenje složenog deskriptora, zatim objašnjenja i napomene o upotrebi, definicija koja precizira sadržaj.
Do stvaranja lažnih veza i dokumenata nerelevantnih za upit dolazi zbog paradigmatske povezanosti jednostavnih deskriptora, tj. lažne koordinacije. Ona se otklanja korištenjem indikatora uloge (simboli za smanjivanje opsega označenog) i indikatora smera (povezivanje u smislene celine). Strukturu deskriptora čine njegov širi izraz, uži i srodni izrazi te sinonimi u obliku imenice/glagolske imenice. Strukturu tezaurusa čini oblik svakog pojma u tezaurusu u međusobnim vezama, a uputstva u tezaurusu prikazuju veze među pojmovima. Obavezni delovi tezaurusa su uvod, abecedni indeks pojmova i sistematski indeks deskriptora. Termini u tezaurusu mogu se kombinovati u prethodno povezane deskriptore (prekoordinacija) ili se izrazi mogu staviti u odnose naknadno u postupku označivanja ili pretraživanja (naknadna koordinacija).

## Rečnik i tezaurus
Tezaurus ne definiše tačnu reč, taj posao je ostavljen rečniku. Razlika između rečnika i tezaurusa najčešće se tumači kao razlika između abecednog i konceptualnog pristupa. Korisnik rečnika traži značenje reči, s druge strane, korisnik tezaurusa poći će od ideje, pojma, koncepta, tragajući za rečima, odnosno za najboljom reči koja će taj pojam izraziti na najprikladniji način. Rečnik daje značenja rečima, a tezaurus nudi reči za značenja. Ako je pojam dvosmislen, može biti dodano objašnjen, kako bi se osigurala tačnost.

## Načini upotrebe
Uobičajena uporaba jest da su tezaurus i kazalo u tiskanom obliku. Pod uobičajenom se upotrebom podrazumeva da su njegovi korisnici i osobe koje indeksiraju i osobe koje pretražuju. Osoba koja indeksira pregleda tezaurus kako bi utvrdila odgovarajuće termine za pojmove koje treba indeksirati, dok osoba koja pretražuje koristi isti tezaurus kako bi utvrdila odgovarajuće termine koje treba koristiti za traženje pojmova koji je zanimaju.
Ako su i tezaurus i zbirka građe koju označava u digitalnom obliku, tada su moguća dva načina upotrebe tezaurusa: indeksni tezaurus i tezaurus za pretraživanje.
Indeksni se tezaurus koristi kada rukovatelji sistemom pretpostavljaju da njihovi korisnici neće htjeti da koriste tezaurus u pripremi pretraživanja, nego će to istraživanje želeti da sprovedu putem slobodno odabranih termina za pretraživanje. Svrha je indeksnog tezaurusa da se obogate zapisi u bazi podataka tako da svaki termin koji osoba koja pretražuje izabere, treba biti prisutan u pretraživanju (dodavanje svih sinonima i užih pojmova). Tezaurus za pretraživanje koristi se na suprotan način, kao pomoć pri pretraživanju baze podataka kojoj se ne dodaju termini i tezaurusa. Ovaj se tezaurus koristi u svrhu kako bi poboljšao izraze za pretraživanje uključene u sistem: sinonime, uže pojmove; širi i srodni pojmovi mogu biti dodani početnim terminima koje predlaže korisnik/osoba koja pretražuje. To može biti podržano automatski (termini se dodaju uza znanje korisnika) ili interaktivno (korisnik odmah odabire koje od mogućih termina treba još dodati). Ti novi načini upotrebe tezaurusa u mnogome proširuju njegove mogućnosti u digitalnom okruženju.
Danas je veliko zanimanje za metatezauruse – to su pomagala koja dopuštaju konverziju termina između pojedinih tezaurusa. Jedan od najrazrađenijih je primera Jedinstveni medicinski jezični sistem (engl. Unified Medical Language System – UMLS) Nacionalne medicinske biblioteka (engl. National Library of Medicine – NLM). Sadrži metatezaurus koji uključuje i druge rečnike iz različitih polja medicine.

## Tezaurusi srpskog jezika
Prvi tezaurus srpskog jezika, po napomeni iz predgovora izdanja 1940. godine, je bio sastavljen po ugledu na Roget's Thesaurus engleskog jezika.
- Sistematski rečnik srpskohrvatskoga jezika, Ranko Jovanović, Beograd, 1940
- Sistematski rečnik srpskohrvatskoga jezika, Ranko Jovanović i Laza Atanacković, Matica Srpska, Beograd, 1980

## Literatura
- Bawden D. (1950). Tezaurusi: nova postignuća. Vjesnik bibliotekara Hrvatske. 44(2001), 1/4; str. 182-187.
- Horvat, A. Tezaurus termina iz književnosti i znanosti o književnosti : magistarski rad. Zagreb : A. Horvat, 1981.
- Leščić, J. Klasifikacija i predmetno označivanje : priručnik za stručne ispite. Zagreb : Naklada Nediljko Dominović, 2007.
- Lešić J. (1950). O tezaurusu: načela, izradba struktura: pregled. Vjesnik bibliotekara Hrvatske. 44 (2001), 1/4; str. 172 - 181
- Nikolić-Hoyt A. Konceptualna leksikografija : prema tezaurusu hrvatskoga jezika. Zagreb : Hrvatska sveučilišna naklada, 2004.
- Urbanija, J. ; Leščić, J. Metodologija izrade tezaurusa. Zagreb : Naklada Nediljko Dominović, 2004.
- Vladimir Anić,Hrvatski enciklopedijski rječnik, Novi Liber, Zagreb, 2003.
- Collinson, W. E. (1939). „Comparative Synonymics: Some Principles and Illustrations”. Transactions of the Philological Society. 38: 54—77. doi:10.1111/j.1467-968X.1939.tb00202.x.
- Gerda Hassler (1999). „Lafaye's Dictionnaire des synonymes in the History of Semantics”.  Ур.: Sheli Embleton, John E. Joseph, Hans-Josef Hiederehe. The Emergence of the Modern Language Sciences. 1. John Benjamins. стр. 27—40. ISBN 1556197594.
- Werner Hüllen, "Roget's Thesaurus, deconstructed" in Historical Dictionaries and Historical Dictionary Research, papers from the International Conference on Historical Lexicography and Lexicology, University of Leicester, 2002, Max Niemeyer Verlag 2004,  3484391235. стр. 83-94.
- Werner Hüllen, A history of Roget's thesaurus : origins, development, and design, Oxford University Press 2004, Hüllen, Werner (2004). A History of Roget's Thesaurus: Origins, Development, and Design. Oxford University Press. ISBN 0199254729.
- Werner Hüllen, Networks and Knowledge in Roget's Thesaurus, Oxford, January 2009, Hüllen, Werner (2009). Networks and Knowledge in Roget's Thesaurus. ISBN 978-0-19-955323-5. doi:10.1093/acprof:oso/9780199553235.001.0001.
- Noyes, Gertrude E. (1951). „The Beginnings of the Study of Synonyms in England”. PMLA. 66 (6): 951—970. JSTOR 460151. S2CID 163618345. doi:10.2307/460151.
- Eric Stanley, "Polysemy and Synonymy and how these Concepts were Understood from the Eighteenth Century onwards in Treatises, and Applied in Dictionaries of English" in Historical Dictionaries and Historical Dictionary Research, papers from the International Conference on Historical Lexicography and Lexicology, University of Leicester, 2002, Max Niemeyer Verlag 2004,  3484391235. стр. 157-184.

## Spoljašnje veze
- AGROVOC Thesaurus
- „Eurovoc Thesaurus”. Архивирано из оригинала 08. 07. 2010. г. Приступљено 19. 06. 2021.
- „Controlled Terms and Thesauri (video tutorial)”. Архивирано из оригинала 10. 06. 2010. г. Приступљено 19. 06. 2021.
- „Popis ostalih online tezaurusa”. Архивирано из оригинала 09. 10. 2014. г. Приступљено 19. 06. 2021.
- Searching ERIC using the Thesaurus